# José Villamarín
José Villamarín, španski rokometaš, * 19. februar 1950, Asturija.
Leta 1972 je na poletnih olimpijskih igrah v Münchnu v sestavi španske rokometne reprezentance osvojil 15. mesto.